# M1 에이브럼스
M1 에이브럼스(M1 Abrams)는 베트남 전쟁의 영웅인 미합중국의 장군 크레이턴 에이브럼스의 이름을 딴 전차로, 1980년부터 야전부대에 실전배치되었다. 또한 M1 에이브럼스는 가스터빈 엔진을 장착하여 가속능력이 우수하며, 최고속도는 시속 70km이다. 출시 당시에는 중량 55톤에 105mm 강선포를 갖추었으나 개량작업을 통해 120mm 활강포로 업그레이드되었다. 적외선 전방감시장치(FLIR)·레이저 거리측정기 및 탄도계산 컴퓨터를 갖추고 있어 주야간 전투가 가능하며, 감손우라늄을 이용한 복합장갑을 장비하고 대(對)NBC 설비(화학·생물·방사선 무기에 대응하는 것)를 갖추어 이러한 전장 상황에서도 임무수행이 가능하다.

## 개요
M1 에이브럼스는 M60 패튼의 후계로서 1970년대에 서독과 공동개발이 진행되었던 MBT-70 계획이 좌초되자 미국 단독으로 개발하여 1979년에 정식으로 채택된 제3세대 주력전차로 이후 3.5세대로 개량되었다. 주로 미국 육군과 미 해병대에서 사용되고 있으며 해외에도 수출되어 호주, 이집트, 이라크, 쿠웨이트, 사우디아라비아, 모로코에서도 사용하고 있다.
M1 에이브럼스 전차의 특징으로는 당시 주류였던 디젤 엔진 대신에 가스 터빈 엔진을 사용한 점과 포탑 후방에 버슬형 탄약고를 사용하여 승무원의 생존성을 향상했다는 점을 들 수 있다. 주포는 서방의 제2세대전차의 표준장비라 할 수 있는 105mm 강선포 M68A1을 채택하였다. 기존의 전차의 탄약을 보관하는 방식은 차체 내에 포탄을 탑재하거나 포탑에 탑재했는데, 포탑이 관통당할 경우 순간적으로 포탑내의 포탄이 발화하면서 폭발과 함께 화재가 발생했고 승무원들이 탈출하지 못하고 사망하는 상황이 다수 발생했다. 하지만 M1 에이브럼스는 포탑의 뒷부분을 아예 탄약고로서 대형화하며 연장하고, 승무원들이 있는 공간과는 차단시켜놓았다. 또한 탄약고 윗부분에 블로우오프 패널을 장치해 놓아 탄약고가 폭발하면 운동에너지와 화염이 밖으로 퍼져나간다.
게다가 또한 당시로써는 최첨단 기기를 사용한 고도의 사격관제장치(FCS)를 채택하여 높은 명중률을 자랑하였으며 게다가 M1 에이브럼스는 종래의 미국 전차와 같이 개발에 여유가 있는 설계로 배치 이후에도 개량이 진행되었다. 
그 결과 120mm 활강포를 탑재한 M1A1로 개량한 뒤에 시기가 흘러서 2018년 기준으로는 미 육군에서는 제3.5 세대 주력전차에 분류되는 M1A2 SEP v3가 운용되고 있으며 차후 v4로 개량될 예정이고 미 해병대는 M1A1의 개수형을 사용하고 있다.
M1A2는 BMS 장비와 C4I체계 레이저 교란장치 등 소프트킬 능동방어장치와 M1에서 가격문제로 구현되지 않던 헌터킬 능력도 갖추어 M1A1까지 부족하던 탐지능력과 전투능력을 향상시켰다.
연안전투와 걸프전과 이라크 전투에서 실전에 투입되었고 생존율도 뛰어나 제작사측은 기갑전에서는 한번도 파괴된 적이 없다고 한다. 이는 사실이지만 걸프전 당시 2대가 아군 M1A1에게 피격되었으며 이라크 해방작전에서 추가로 5대가 기동불능되어 일부 전차는 헬파이어,메버릭에 의해 자폭되었다. 전차 포탄과 장갑제에 감손우라늄(열화우라늄)이라는 신소재를 도입하여 사용탄약에도 감손우라늄 탄자를 사용하여 레오파트2 A6에 비해 구경장이 짧지만 우수한 관통력을 보이며 장갑도 감손우라늄 구조물을 이용하여 장갑을 충전하여 우수한 방호력을 보여주었다.
장갑에 사용된 우라늄이라는 이름 때문에 방사능 전차나 핵무기 전차로 오인되어 시민단체의 핵무기 비판을 받은적이 있었다.
최근 M1A3란 개량형이 모습을 드러냈다. 그러나 아직 구체적인 소개나 정보는 공개가 되지 않았다. 그런데 M1A3가 취소되고 M1A2C로 개량 방향이 선회했다.

## 개발
XM1 에이브럼스가 크라이슬러 디펜스(General Dynamics Land Systems에서 인수)에 의해 설계되었고, 오하이오주 리마에 위치한 제너럴 다이내믹스사에서 생산되어 1981년에 미 육군에 처음으로 도입되었다. 이 전차는 면허생산으로 생산된 로열 오드넌스(Royal Ordnance) L7 105mm를 개량한 M68A1 강선포를 탑재하였다. 이후 1984년부터 M1의 방어력을 개선한 IPM1을 1984년부터 1986년 동안 생산하면서 실전배치하기 시작했고 그 중간에 120mm 활강포를 장착한 M1A1의 시제형 M1E1을 제작해서 테스트를 했고 그 결과 M1의 개량된 버전인 M1A1은 1985년에 실전배치(양산 및 배치)하기 시작했다. 
그 결과 1985년에 배치하기 시작한 M1A1은 독일의 라인메탈(Rheinmetall) AG에서 레오파르트 2 전차를 위해 개발한 Rh120 활강포를 일부 개조한 M256 120mm 활강포 개량된 장갑 NBC(화생방) 방호 시스템을 갖추고 있었다.
1988년부터는 열화우라늄 장갑을 사용한 M1A1 HA(Heavy Armor)을 사용한 개량형을 배치하면서 방어력이 대폭 증가하였다. 1991년의 걸프 전쟁에서도 사용되었고 이후 모든 M1A1이 이 형식으로 개량되었다. 그 결과 걸프 전쟁에서 M1A1은 제 2차 세계대전 이후 최대의 전차전을 치루었고 매우 우수한 전차라는 것을 검증받는다. 강력한 항공 지원을 받긴 했지만 M1A1으로 이루어진 미국 기갑사단은 T-72 전차 등으로 이루어진 300대의 이라크군 전차를 괴멸시키면서도 사실상 거의 피해 없는 일방적인 전투 결과를 만들어내었다. 단 9대의 M1A1 전차가 이라크 전차 80여 대를 격파하기도 했다.
M1A2는 1992년부터 생산되어 NBC 뿐만 아닌 방사능까지 막아줄 CBRN이 도입되었으며 벨리아머를 추가하여 하부 장갑이 강화되었으며, 조종수용 열영상 장비(DTV), 차내 정보 시스템(IVIS), 전차장용 열영상 장비(CITV), 관성항법장치(POSNAV), 각 승무원용 디스플레이 장착, 그리고 전차장의 무기 통제 시스템 등 많은 부분이 추가되었다. 차이점 중 가장 크게 드러나는 점은 전차장 전용 조준경인 CITV이다. 그러나 현대 전차의 기본이라 할 수 있는 헌터 킬러 능력은 A2로 업그레이드 된 다음에야 갖추게 되었으며 2000년대 이라크 전쟁, 아프가니스탄 전쟁 등에 참여하면서 TUSK(시가전 키트)를 장착했다.
이후 현재 M1A2의 개량형인 1996년을 기준으로 등장한 M1A2 SEP의 경우 미 육군의 디지털 전투 시스템에 맞춘 개선 형태를 의미한다. 정확히 말하면 SEP는 System Enhancement Package의 약어이다. 주요 개량 내용으로는 BMS 장비인 FBCB-2의 설치로 각 전차간 혹은 비가시선 통신체계를 통하여 타 부대와의 데이터 공유가 가능하여 작전 능력이 상당부분 향상되었다. 게다가 2018년에도 M1A2 SEP 계열은 신형으로 업그레이드하면서 에이브럼스 전차가 계속 개량되고 있으며 간혹 실험적으로 55구경장 포가 장착되기도 하였다. 향후 개량안에서는 감손 우라늄 패널을 사용하지 않는 형태로 방어력을 더 높이는 동시에 중량를 줄이는 방안이 검토되고있다.

## 가격
<M1A2 양산 기준>
- 미국 - 1999년 621만달러(75억원)
- 미국 - 2012년 858만달러(103억원)

선택사양에 따라서는 최소 235만 달러에서 435만 달러에서 시작한다. 물론 235만 달러 ~ 435만 달러 수준의 전차라면 사통장치 등을 다운그레이드한 전차들이다.
개수비용의 경우 2014년 3월에 체결된 계약에 따르면 M1A2 SEPv2로 개조되는 M1A1의 경우 대당 605만 달러가 들어간다.

## 형식

### 양산 성공
- M1 - 1980년부터 1985년까지 생산된 기본형 모델로 105 mm 강선포를 탑재한 모델으로 전면은 KE 400 ~ 450mm 로 추정되며, 측면은 RPG-7의 기본탄(CE 기준 330mm 관통)을 막아낼수 있다.
  - IPM1 - M1 에이브럼스 전차의 1984년 개량형으로 포방패와 포가·변속기·서스펜션·쇼크 옵저버 등이 개량되었다. (전면 KE 450~500mm 추정)
- M1A1 - 1985년부터 1992년까지 생산된 모델로 라인메탈 社의 120mm 44구경장 활강포를 면허생산한 M256 활강포를 탑재하면서 기존에 사용한 전자기기류를 교체한 모델로 차내의 배치도 변경되었다. (전면 KE 550~600mm 추정)
  - M1A1 HA - 포탑이나 차체 전면부의 복합 장갑에 열화 우라늄을 사용한 복합장갑을 도입해 방호력을 향상시킨 모델로 걸프 전쟁 직전에 개조용 키트가 대량으로 조달·지급되어 야전에서 개조 작업이 진행된 비화가 있다.(전면 KE 최소 650mm 추정 )
  - M1A1 HC - 미 육군과 미 해병대의 M1A1 차량의 부품 공통화 프로그램 대응으로 개발되었으며 미 해병대에 배치되었다. 특징으로 2세대 열화 우라늄 플레이트와 개선된 전자장비들을 장비한 것으로 상륙작전을 염두에 둔 개선도 포함이 되었으며 Deep Water Fording Kit이 장비되어 8.5피트(2.59m) 정도 수심에서도 수중도하가 가능하게 되었다. 또한 수중도하를 위한 주포 캡이 장착 가능하며 선상 수송이 용이하도록 케이블로 전차를 구속하기 더 편리하도록 개선되었다.
  - M1A1D - M1A1 계열에 「Digital enhancement package」를 적용한 모델이다. 공동 작전 대응 능력을 A1에게 준다. 지휘통제 시스템을 디지털화하여 전차의 생존성, 작전의 능률 향상이 이루어졌다. FBCB-2의 어플리케 버전과 FTL(Far Target Locate) 능력을 갖추었으며, 2000년 6월 1-66, 3-66 AR에 최초로 배치되었다. 이후 2006년에도 추가로 배치된바 있다고 추정된다.
  - M1A1 AIM - 회수된 M1A1을 공장으로 입고시켜 오버홀 및 일부 장비와 부품이 교체되어 출고된 업그레이드형 모델로 호주 등의 국가에도 적용되었다. M1A1 AIM부터는 3.5세대 전차로 분류한다.
  - M1A1 SA - M1A1 AIM을 2세대 복합장갑을 3세대 열화우라늄 복합장갑으로 교체한 버전으로, M1A1 AIM과 큰 성능 차이는 없다. M1A1 AIM과 동일하게 3.5세대 전차로 분류한다.
- M1A2 - M1A1 전차의 개량모델로 1992년부터 생산되기 시작했다. 특징으로는 M1A1로부터 전자기기류등의 C4I 시스템이 탑재되는등의 전투력이 향상된 모델로 전차장용 열영상 장치와 사격통제장치가 개량되고 자기 위치 측정 장치나 항법 장치가 추가되었으며 상위부대나 단차간의 정보 공유 능력(IVIS)이 부여되었으며 디지털 데이터 버스와 무선 인터페이스·유닛 등이 새롭게 추가되었다.
  - M1A2 SEP(v1 ~ v2) - M1A2 전용의 시스템 확장 패키지(System Enhancement Package) 적용 차량으로 1996년부터 최초로 M1A2 SEP v1이 배치되기 시작했다. 특징으로는 FBCB2(Force XXI Battlefield Command Brigade and Below)가 추가되었으며 파워팩이 신형 가스터빈인 LV100-5 가스터빈이 적용된 신형 파워팩을 채용하였으며 장갑재의 교체와 2세대 열영상 장치로 조준장비가 교체되고 엔진룸 좌측 내부에 보조발전장치를 추가하였으며 승무원실의 온도와 전자장비의 냉각을 유지하기 위해서 새로운 공조장치가 추가되었다. 이후 전자장비 등을 개선해나가면서 Sep v2로 개량되고 있다. 그 결과 2018년 기준으로 상당수의 M1 에이브럼스 전차는 M1A2 SEP v3로 2017년부터 개량 중이다. SEP v3의 개량으로 주포는 최신 개량형인 M829E4 날탄을 사용하여 전투력이 강화될 예정이다. 그리고 ADL(Ammunition DataLink)라는 신형 데이터 링크와 연동할 수 있는데, 이 신형 화기제어 시스템에는 개량형 포미부(주포에서 탄약을 넣는 공간)와 향상된 화기관제장치, 업그레이드된 소프트웨어가 들어간다. 게다가 복합장갑 역시 경량화되어 무게도 기존 M1A2보다 감소될 예정이며 신형 가스터빈도 기존 엔진보다 연료소비율도 낮아진다고 한다. 또한 이 개량분에서는 광섬유 이더넷 케이블이 설치되었고, 쓸데없이 부피가 커서 공간을 잡아먹던 내부 장비들을 LCD 디스플레이 하나에다 통합, 이로 인해 1~2톤 정도가 감량될것으로 예정되고 있다. 장갑재의 중량을 더 개선하면 60톤 아래까지 내려갈 것으로 보인다. 기존 TUSK 킷에서 장착되던 CROWS 무인기관총좌(RWS)가 기본 사양으로 탑재된다. 기존의 M1A2 SEPv3라는 명칭에서 M1A2C로 바뀐것이 확인되었다.

### 취소
- - M1A2D - 열 영상장비(FLIR), 컬러 카메라와 3세대 Forward Looking Infra-red(FLIR), 목표물 자동 추적 장치, 기상 센서 (Meteological sensor), 플랫폼 교차 레이저 포인터 (Cross-Platform Laser Pointer), M1147 최첨단 다목적 탄약 (Advanced Multi-Purpose), 레이저 경보 장치, 인공 지능, 차량 내부 훈련 장비 (Embedded Training)가 추가및 개량되었다. 3억 1060만 달러 규모의 M1A2D 전차 프로토타입 7대 개발과 시험을 위한 계약을 체결했다. 양산은 2023년부터 시작할 예정이었으나, 2023년 9월 미 육군이 프로그램 취소를 발표하였고, 대안으로 M1E3를 발표했다.
  - M1A3 - 미군의 차세대 주력전차로, 44구경장 XM360E1 저반동 활강포를 내놓았는데, 채용 여부는 아직 불확실하다. 또한 M1A3는 자동영상추적 조준장치 등의 추가될 것으로 알려졌다. 게다가 자동장전장치, 저반동포, 자동영상추적 조준장치 도입등으로 인하여, 기존에도 높던 기동간 사격 능력이 더 향상될 예정이었다. 2020년대 개량 예정이었으나 예산 등의 원인으로 M1A3가 취소되고 M1A2C 개량으로 변경되었다.

## 도입 국가

### 사용 중인 국가
- 미국
- 모로코
- 사우디아라비아
- 이라크
- 이집트
- 오스트레일리아
- 쿠웨이트
- 폴란드

### 도입이 확정된 국가
- 중화민국

## 영화 속의 M1 에이브럼스
- 트랜스포머 실사 극장판에서 M-1A2의 지뢰제거 키트 장착형이 디셉티콘 브라울의 모델이 되었다. 근래 미군전차가 등장하는 영화에선 대부분 이 전차가 등장하였으나 실제 M1이 아닌 M109 자주포의 차체를 이용한 모형 M1이다.
- 한국영화 디워에서도 M1A1 에이브럼스 탱크가 로스앤젤레스 시내에 등장해 아트록스 군단을 진압하는 장면이 나오지만 실제 M1A1이 아니라 센추리온을 개조한 모형이다.
- 걸프전쟁을 다룬 영화 커리지 언더 파이어에서 주인공 설링 중령의 전차로 등장한다. 역시 센추리온을 개조한 모형이다.
- 미국영화 우주 전쟁 (2005년 영화)에선 미해병대소속 M1A1이 등장,시민들을 보호하기 위해 외계인들에게 공격을 가하며 돌격하지만 모두 제압당한다. 영화에 동원된 소품은 실제 M1A1이다.
- 트랜스포머: 패자의 역습에서는 미육군의 M1A2와 미해병대의 M1A1,치프틴을 개조한 모조 M1이 모두 등장한다.

## 같이 보기
- 나라별 주력전차 목록